# Protapanteles leleji
Protapanteles leleji är en stekelart som först beskrevs av Kotenko 2007.  Protapanteles leleji ingår i släktet Protapanteles och familjen bracksteklar. Inga underarter finns listade i Catalogue of Life.